# Сенокосное (Джанкойский район)
Сеноко́сное (до 1968 года Сама́й, Сома́й; укр. Сінокосне, крымскотат. Somay, Сомай) — исчезнувшее село в Джанкойском районе Республики Крым, располагавшееся на крайнем северо-западе района, в степной части Крыма, на одном из полуостровов Сиваша, примерно в 5,5 км к северу от современного села Томашевка.

### Динамика численности населения
- 1805 год — 112 чел.[5]
- 1892 год — 0 чел.[6]
- 1900 год — 58 чел.[7]
- 1915 год — 94/28 чел.[8][9]
- 1926 год — 68 чел.[10]

## История
Первое документальное упоминание села встречается в Камеральном Описании Крыма… 1784 года, судя по которому, в последний период Крымского ханства Сомай входил в Сакал кадылык Перекопского каймаканства. После присоединения Крыма к России (8) 19 апреля 1783 года, (8) 19 февраля 1784 года, именным указом Екатерины II сенату, на территории бывшего Крымского Ханства была образована Таврическая область и деревни были приписаны к Перекопскому уезду. После Павловских реформ, с 1796 по 1802 год, входили в Перекопский уезд Новороссийской губернии. По новому административному делению, после создания 8 (20) октября 1802 года Таврической губернии, Самай был включён в состав Джанайской волости Перекопского уезда.
По Ведомости о всех селениях в Перекопском уезде состоящих с показанием в которой волости сколько числом дворов и душ… от 21 октября 1805 года в деревне Сомай числилось 17 дворов и 112 жителей, все — крымские татары. На военно-топографической карте генерал-майора Мухина 1817 года деревня Сумай обозначена с 24 дворами. После реформы волостного деления 1829 года Самай, согласно «Ведомости о казённых волостях Таврической губернии 1829 года», остался в составе Джанайской волости. На карте 1836 года в деревне 10 дворов. Затем, видимо, вследствие эмиграции крымских татар в Турцию, деревня заметно опустела и на карте 1842 года Самай обозначен условным знаком «малая деревня» (это означает, что в нём насчитывалось менее 5 дворов).
В 1860-х годах, после земской реформы Александра II, деревню включили в состав Бурлак-Таминской волости. В «Списке населённых мест Таврической губернии по сведениям 1864 года», составленном по результатам VIII ревизии 1864 года, деревня не отмечена, а на карте Шуберта 1865—1876 годов Самай обозначен с 2 дворами. По обследованиям профессора А. Н. Козловского начала 1860-х годов, в селении «… нет ни колодцев, ни запруд, ни проточных вод», имелись только копани (выкопанная на месте с близким залеганием грунтовых вод яма) глубиной от 3 до 5 саженей (от 6 до 10 м) с солоноватой водой, которая «высыхает совершенно в сухое время». Согласно же «Памятной книжке Таврической губернии за 1867 год», деревня стояла покинутая — ввиду эмиграции крымских татар, особенно массовой после Крымской войны 1853—1856 годов, в Турцию.
После земской реформы 1890 года Самай отнесли к Богемской волости, но в «…Памятной книжке Таврической губернии на 1892 год» в сведениях о Богемской волости никаких данных о деревне, кроме названия, не приведено. В «…Памятной книжке Таврической губернии на 1900 год» в Воинской волости записана деревня Самай-Кат-Найман, в которой числилось 58 жителей в 6 дворах. По Статистическому справочнику Таврической губернии. Ч.II-я. Статистический очерк, выпуск пятый Перекопский уезд, 1915 год, в деревне Самай (собственость Боса и Лаури) Воинской волости Перекопского уезда числилось 12 дворов с русским населением в количестве 94 человек приписных жителей и 28 «посторонних», из которых 45 мужчин и 42 женщин. Жители землёй не владели, но за селением числилось 817 десятин удобной земли. В хозяйствах имелось 77 лошадей.
После установления в Крыму Советской власти, по постановлению Крымревкома от 8 января 1921 года № 206 «Об изменении административных границ» была упразднена волостная система и в составе Джанкойского уезда был создан Джанкойский район. В 1922 году уезды преобразовали в округа. 11 октября 1923 года, согласно постановлению ВЦИК, в административное деление Крымской АССР были внесены изменения, в результате которых округа были ликвидированы, основной административной единицей стал Джанкойский район и село включили в его состав. Согласно Списку населённых пунктов Крымской АССР по Всесоюзной переписи 17 декабря 1926 года, в селе Самай, в составе упразднённого к 1940 году Асс-Найманского сельсовета Джанкойского района, числилось 48 дворов, все крестьянские, население составляло 68 человек, из них 53 русских, 12 украинцев, 1 армянин, 1 эстонец, 1 записан в графе «прочие». На подробной карте РККА северного Крыма 1941 года в Самае отмечено 3 двора.
В 1944 году, после освобождения Крыма от фашистов, 12 августа 1944 года было принято постановление № ГОКО-6372с «О переселении колхозников в районы Крыма», после чего в сентябре 1944 года в район приехали первые новосёлы (27 семей) из Каменец-Подольской и Киевской областей, а в начале 1950-х годов последовала вторая волна переселенцев (выходцев из различных областей Украины). С 25 июня 1946 года Самай в составе Крымской области РСФСР. 26 апреля 1954 года Крымская область была передана из состава РСФСР в состав УССР. К 1960 году Самай был переименован в Сенокосное, поскольку в «Справочнике административно-территориального деления Крымской области на 15 июня 1960 года» село уже числится в составе Целинного сельсовета. Ликвидировано между 1 июня 1977 года (на эту дату село ещё числилось в составе совета) и 1985 годом (в перечнях административно-территориальных изменений после этой даты не упоминается).